# スペインの新聞
スペインの新聞について説明する。

## 歴史

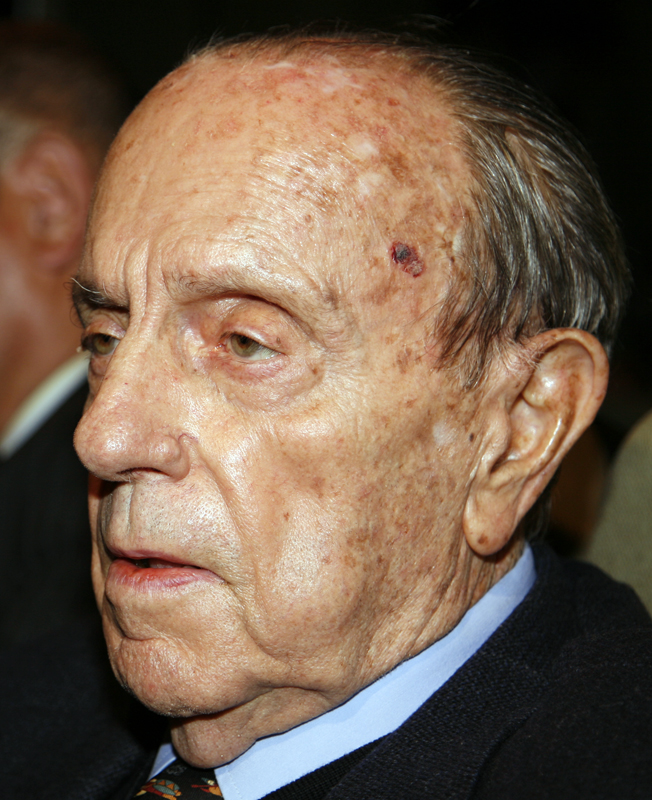
1966年に新出版法を制定したフラガ情報・観光大臣

### 第二共和政期
1930年代前半のスペイン第二共和政期には新聞の発行部数が急激に伸び、王党派のABC（1903年創刊）、保守カトリック派のエル・デバーテ（1910年創刊-1931年廃刊）、共和派のエル・ソル（1917年創刊-1939年廃刊）などが特定の政治的立場の代弁者だった。スペイン内戦末期の1938年4月22日には、政府の情報活動のために政治的検閲を認めるという新聞法が制定された。

### フランコ体制下
スペイン全土の新聞は、すべてフランコの政治路線に同意していた|フアン・ベネイト（スペイン新聞協会会長）による1960年代の発言|
1939年の内戦終結後のフランコ独裁政権下のスペインにおいては、すべての新聞が「フランコ政権の政治路線に同意」することを求められており、すべての新聞が国家の所有物であるという位置づけだった。多数のジャーナリストが追放されたり処刑されたりし、各紙は独裁政権から厳しい検閲を受けた。1945年時点では国営新聞が41.2%、民間新聞が58.8%の発行部数を持っていた。1930年代末から1950年代初頭にかけて、マドリードの全国紙ジャ（1935年創刊）やABCなどは、内務省などから派遣された人物が編集長を務めた。

### フラガ法
1966年3月18日、解放派のマヌエル・フラガ・イリバルネ情報・観光大臣が新聞・定期刊行物法を制定し、検閲が緩和されて表現の自由への道が開かれたが、ジャーナリストは情報・観光省に名前を登録して身分証明書を発行する必要があった。1966年以降には多くの新聞社が設立され、国民のニュースや世論に対する関心を高めた。しかし、ラジオやテレビが台頭したこともあって新出版法の影響は少なかったとも言われ、創刊と廃刊の盛衰が激しかったこともあって、1970年には10年前から10社が増えたに過ぎなかった。新聞の総発行部数は他のヨーロッパ諸国と比べると少なく、全体の60%がマドリード首都圏（マドリード）、バルセロナ大都市圏（バルセロナ）、ビルバオ都市圏（ビルバオ）の3都市圏に集中していた。

### 民主化後
フランコが死去した1975年には報道規制が完全に解かれ、その最中に創刊されたエル・パイスとディアリオ16が民主化の推進に大きな役割を果たした。しかし、テレビの普及、新聞の値上がり、地方紙の急増、配達の困難さなどの影響もあり、1980年代のスペインにおける新聞の総発行部数は300万部弱であり、1,000人あたり90紙程度だった。民主化後にはバスク地方のエル・コレオやエル・ディアリオ・バスコなど、民族主義系の新聞も多数創刊された。
1980年代から主要な新聞社は雑誌社や出版社などを同時経営するようになった。エル・パイスを所有するグルーポ・プリサはテレビ局のカナル・プリュス、ラジオ局のカデーナ・セール、スポーツ紙のアスなどを傘下に収めた巨大メディアグループとなった。グルーポ・ウニダ・エディトリアルはエル・ムンドとスポーツ紙最大手のマルカを所有している。1995年時点では8大メディアグループがスペインで発行されている日刊紙の74.37%を占めていた。2002年時点で、一定規模を持つスペインの新聞紙は130紙であり、フランスの85紙やイギリスの99紙を上回り、ドイツの398紙を下回っている。

## 新聞一覧

### 一般紙
読者数が100,000人を超える新聞のみ掲載している。注記がない新聞はスペイン語で発行されている。紙名の横に「注1」と記された新聞はカタルーニャ語で発行されており、「注2」と記された新聞はスペイン語とカタルーニャ語の二言語で発行されている。印刷部数と販売部数は2013年1月から12月のODJ(Oficina de Justificación de la Difusión)による統計、読者数は2010年2月から11月のEGM(Estudio general de medios)による統計に基づいている。
| 順位 | 紙名                                     | 刊行頻度  | 料金 | 本社                                                                                   | 印刷部数（1日） | 販売部数（1日） | 読者数    |
| ---- | ---------------------------------------- | --------- | ---- | -------------------------------------------------------------------------------------- | --------------- | --------------- | --------- |
| 1    | エル・パイス                             | 毎日      | 有料 | マドリード州マドリード                                                                 | 359,809         | 292,227         | 1,862,000 |
| 2    | 20ミヌートス                             | 月曜-金曜 | 無料 | マドリード州マドリード                                                                 | 392,737         | -               | 1,661,000 |
| 3    | エル・ムンド                             | 毎日      | 有料 | マドリード州マドリード                                                                 | 248,463         | 172,427         | 1,170,000 |
| 4    | ラ・バングアルディア 注2                 | 毎日      | 有料 | カタルーニャ州バルセロナ                                                               | 180,939         | 152,320         | 790,000   |
| 5    | エル・ペリオディコ・デ・カタルーニャ 注2 | 毎日      | 有料 | カタルーニャ州バルセロナ                                                               | 168,911         | 133,055         | 625,000   |
| 6    | ABC                                      | 毎日      | 有料 | マドリード州マドリード                                                                 | 198,347         | 140,049         | 601,000   |
| 7    | ラ・ボス・デ・ガリシア                   | 毎日      | 有料 | ガリシア州アルテイショ                                                                 | 90,883          | 80,077          | 601,000   |
| 8    | エル・コレオ                             | 毎日      | 有料 | バスク州ビルバオ                                                                       | 100,291         | 82,943          | 449,000   |
| 9    | ラ・ヌエバ・エスパーニャ                 | 毎日      | 有料 | アストゥリアス州オビエド                                                               | 56,315          | 48,336          | 351,000   |
| 10   | エラルド・デ・アラゴン                   | 毎日      | 有料 | アラゴン州サラゴサ                                                                     | 46,757          | 38,656          | 287,000   |
| 11   | レバンテ                                 | 毎日      | 有料 | バレンシア州バレンシア                                                                 | 30,908          | 24,132          | 282,000   |
| 12   | ファロ・デ・ビーゴ                       | 毎日      | 有料 | ガリシア州ビーゴ                                                                       | 37,736          | 31,852          | 269,000   |
| 13   | ラ・ラソン                               | 毎日      | 有料 | マドリード州マドリード                                                                 | 119,060         | 85,135          | 264,000   |
| 14   | ラ・ベルダ                               | 毎日      | 有料 | カスティーリャ＝ラ・マンチャ州アルバセテ、 バレンシア州アリカンテ、 ムルシア州ムルシア | 25,336          | 20,524          | 246,000   |
| 15   | エル・ディアリオ・バスコ                 | 毎日      | 有料 | バスク州サン・セバスティアン                                                           | 68,509          | 59,122          | 239,000   |
| 16   | ウルティマ・オラ                         | 毎日      | 有料 | バレアレス諸島州パルマ                                                                 | 31,142          | 26,270          | 232,000   |
| 17   | エル・ノルテ・デ・カスティーリャ         | 毎日      | 有料 | カスティーリャ・イ・レオン州バリャドリッド                                             | 30,062          | 23,967          | 216,000   |
| 18   | エル・ディア                             | 毎日      | 有料 | カナリア諸島州サンタ・クルス                                                           | 18,848          | 15,711          | 208,000   |
| 19   | イデアル                                 | 毎日      | 有料 | アンダルシア州グラナダ県・ペリグロス                                                   | 27,651          | 22,703          | 201,000   |
| 20   | ディアリオ・デ・ナバーラ                 | 毎日      | 有料 | ナバーラ州パンプローナ                                                                 | 45,658          | 38,386          | 190,000   |
| 21   | エル・ディアリオ・モンタニェス           | 毎日      | 有料 | カンタブリア州サンタンデール                                                           | 33,175          | 27,586          | 190,000   |
| 22   | ラ・プロビンシア                         | 毎日      | 有料 | カナリア諸島州ラス・パルマス                                                           | 20,614          | 17,204          | 171,000   |
| 23   | ディアリオ・スール                       | 毎日      | 有料 | アンダルシア州マラガ                                                                   | 25,906          | 20,293          | 152,000   |
| 24   | アル・プン・アブイ 注1                   | 毎日      | 有料 | カタルーニャ州ジローナ                                                                 | 31,721          | 24,201          | 152,000   |
| 25   | エル・コメルシオ                         | 毎日      | 有料 | アストゥリアス州ヒホン                                                                 | 25,260          | 19,463          | 152,000   |
| 26   | カナリアス7                              | 毎日      | 有料 | カナリア諸島州ラス・パルマス                                                           | 16,700          | 13,833          | 151,000   |
| 27   | オイ                                     | 毎日      | 有料 | エストレマドゥーラ州バダホス                                                           | 15,831          | 13,208          | 147,000   |
| 28   | ラス・プロビンシアス                     | 毎日      | 有料 | バレンシア州バレンシア                                                                 | 26,202          | 20,771          | 141,000   |
| 29   | ディアリオ・デ・レオン                   | 毎日      | 有料 | カスティーリャ・イ・レオン州レオン                                                     | 13,776          | 11,817          | 136,000   |
| 30   | ディアリオ・デ・カディス                 | 毎日      | 有料 | アンダルシア州カディス                                                                 | 18,469          | 16,332          | 114,000   |
| 31   | ディアリオ・デ・マヨルカ                 | 毎日      | 有料 | バレアレス諸島州パルマ                                                                 | 17,894          | 15,276          | 114,000   |
| 32   | セグラ                                   | 毎日      | 有料 | カタルーニャ州リェイダ                                                                 | 12,861          | 10,102          | 110,000   |
| 33   | アラ注1                                  | 毎日      | 有料 | カタルーニャ州バルセロナ                                                               | 29,930          | 15,787          | 107,000   |
| 34   | ディアリオ・デ・ブルゴス                 | 毎日      | 有料 | カスティーリャ・イ・レオン州ブルゴス                                                   | 11,614          | 9,853           | 107,000   |
| 35   | ディアリオ・コルドバ                     | 毎日      | 有料 | アンダルシア州コルドバ                                                                 | 10,547          | 9,056           | 105,000   |
| 36   | ディアリ・ダ・タラゴーナ注1              | 毎日      | 有料 | カタルーニャ州タラゴナ                                                                 | 11,548          | 9,823           | 101,000   |
| 37   | ラ・ボス・デ・アルメリア                 | 毎日      | 有料 | アンダルシア州アルメリア                                                               | 6,683           | 5,852           | 100,000   |

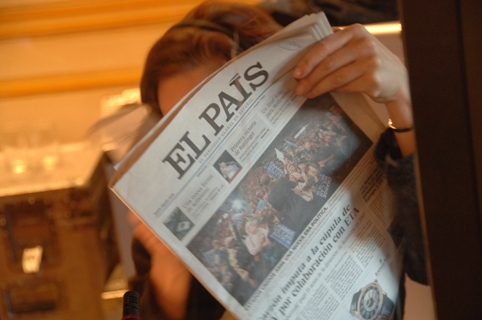
民主化移行期に創刊したエル・パイス
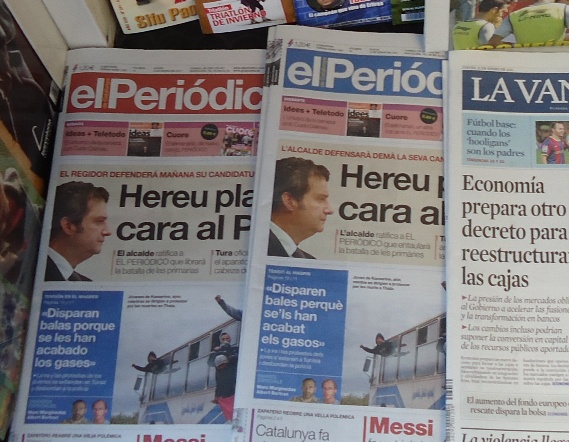
2言語版が発行されているエル・ペリオディコ（左・中）とラ・バングアルディア（右）

### スポーツ紙
| 順位 | 紙名                         | 刊行頻度 | 料金   | 本社                     | 印刷部数（1日） | 販売部数（1日） | 読者数    |
| ---- | ---------------------------- | -------- | ------ | ------------------------ | --------------- | --------------- | --------- |
| 1    | マルカ                       | 毎日     | 有料   | マドリード州マドリード   | 266,633         | 181,416         | 2,870,000 |
| 2    | アス                         | 毎日     | 有料   | マドリード州マドリード   | 221,223         | 158,164         | 1,426,000 |
| 3    | ムンド・デポルティーボ       | 毎日     | 有料   | カタルーニャ州バルセロナ | 108,844         | 71,219          | 672,000   |
| 4    | スポルト                     | 毎日     | 有料   | カタルーニャ州バルセロナ | 102,477         | 65,163          | 678,000   |
| 5    | スーペルデポルテ             | 毎日     | 有料   | バレンシア州バレンシア   | ?               | ?               | ?         |
| 6    | バベル                       | 毎日     | フリー |                          | ?               | ?               | ?         |
|      | エスタディオ・デポルティーボ |          |        | アンダルシア州セビリア   |                 |                 |           |

### 経済紙
| 順位 | 紙名                             | 刊行頻度   | 料金形態 | 本社                     | 印刷部数（1日） | 販売部数（1日） | 読者数  |
| ---- | -------------------------------- | ---------- | -------- | ------------------------ | --------------- | --------------- | ------- |
| 1    | エスパンシオン                   | 月曜・土曜 | 有料     | マドリード州マドリード   | 46,761          | 30,464          | 179,000 |
| 2    | シンコ・ディアス                 | 月曜・土曜 | 混合     | マドリード州マドリード   | 41,076          | 28,908          | ?       |
| 3    | エル・エコノミスタ               | 月曜・土曜 | 混合     | マドリード州マドリード   | 27,030          | 17,130          | ?       |
|      | ラ・ガセタ・デ・ロス・ネゴシオス |            |          | マドリード州マドリード   |                 |                 |         |
|      | ネゴシオ・エスティーロ・デ・ビダ |            |          | マドリード州マドリード   |                 |                 |         |
|      | ノティシアス・ボルサ             |            |          | カタルーニャ州バルセロナ |                 |                 |         |

### 外国語紙
スペインでは、公用語であるスペイン語や地方言語（カタルーニャ語、バスク語、ガリシア語など）に加えて、英語やロシア語やドイツ語などの新聞も発行されている。その多くはアンダルシア州やバレンシア州やバレアレス諸島州などの地中海に面した地域で発行され、コスタ・ブランカやコスタ・デル・ソルなどの高級保養地に居住/滞在する外国人を対象としている。
| 紙名                           | 言語     | 本社                     |
| ------------------------------ | -------- | ------------------------ |
| コスタ・ニュース               | 英語     | バレンシア州ベニドルム   |
| コスタ・ナーハリヒテン         | ドイツ語 |                          |
| ノボスティ・コスタ             | ロシア語 | バレンシア州アリカンテ   |
| ユーロ・ウィークリー・ニュース | 英語     | アンダルシア州マラガ     |
| ソル・タイムズ                 | 英語     | アンダルシア州アルメリア |
| デイリー・スペイン             | 英語     |                          |
| ニュース・メディア・グループ   | 英語     | アンダルシア州マラガ     |
| タイムズ・オブ・アース         | 英語     |                          |
| オリーブ・プレス               | 英語     | アンダルシア州マラガ     |
| BCNメス                        | 英語     | カタルーニャ州バルセロナ |
| レジデント                     |          |                          |
| ポ・ルスキ                     | ロシア語 |                          |